# Elmo Noel Joseph Perera
Elmo Noel Joseph Perera (* 4. Dezember 1932 in Madampe; † 9. April 2015) war ein sri-lankischer Geistlicher und römisch-katholischer Bischof von Galle.

## Leben
Elmo Noel Joseph Perera empfing am 21. Dezember 1960 die Priesterweihe.
Papst Johannes Paul II. ernannte ihn am 17. Dezember 1992 zum Weihbischof in Galle und Titularbischof von Gadiaufala. Der Papst persönlich spendete ihm am 6. Januar des nächsten Jahres die Bischofsweihe; Mitkonsekratoren waren Giovanni Battista Re, Substitut des Staatssekretariates, und Justin Francis Rigali, Sekretär der Kongregation für die Bischöfe.
Am 1. Juni 1995 wurde er zum Bischof von Galle ernannt.
Seinem Rücktrittsgesuch aus gesundheitlichen Gründen gab Papst Johannes Paul II. am 11. Oktober 2004 statt.